# 988 TCN
988 TCN là một năm trong lịch La Mã.